# Zlata Chochieva
Zlata Chochieva (russisch Злата Юрьевна Чочиева, Transkription Slata Jurjewna Tschotschijewa, wiss. Transliteration Zlata Jur'evna Čočieva, englische Schreibweise Zlata Chochieva; * 1. März 1985 in Moskau) ist eine russische klassische Pianistin ossetischer Herkunft.

## Werdegang
In ihrem 4. Lebensjahr begann sie mit Klavierunterricht an der Kindermusikschule „Jakow Wladimirowitsch Flier“ in der Klasse von Nina Dolenko. Im Jahr 2000 setzte sie ihre Ausbildung an der zentralen Musikschule am Moskauer Konservatorium fort. Dort studierte sie in der Klasse von Kira Schaschkina unter der Leitung von Michail Pletnjow.
2005 wurde sie die jüngste Künstlerin, die jemals die Auszeichnung „Geehrte Künstlerin der Republik Nordossetien-Alanien“ erhielt.
Im Jahr 2008 schloss sie das Moskauer Konservatorium mit Auszeichnung in den Klassen von Pawel Nersesjan, Oleksandr Bondurianskyi und Natalija Rubinstein (Kammerensemble) ab und beendete ihr Postgraduiertenstudium im Jahr 2012. Sie nahm an Meisterkursen der Pianisten Pavel Gililov, Pascal Devoyon, Dmitri Alexandrowitsch Baschkirow, Paul Badura-Skoda, Abdel Rahman El Bacha, Jerome Lowenthal und Stephen Kovacevich teil. 2012–2014 studierte sie an der Graduiertenschule am Mozarteum in Salzburg in der Klasse von Jacques Rouvier, der sie 2013 zu seiner Assistentin ernannte.
Seit Oktober 2019 lebt sie in Berlin.

## Konzerttätigkeit
Chochieva trat erstmals im Alter von 5 Jahren öffentlich auf. Mit 8 Jahren trat sie erstmals mit dem Orchester im Großen Saal des Moskauer Konservatoriums mit einem Mozart-Konzert auf. Seitdem gab sie Konzerte im Herkulessaal (München), Concertgebouw (Amsterdam), Teatro La Fenice (Venedig), Tivoli-Konzertsaal (Kopenhagen), Casa da Música (Porto), Centro Cultural de Belém (Lissabon), Broward Center for the Performing Arts (Florida), Tschaikowsky-Konzerthalle (Moskau), im großen Saal des Moskauer Konservatoriums und in der Sankt Petersburger Philharmonie.
Sie spielte mit dem Russischen Nationalorchester, dem staatlichem akademischen Sinfonieorchester Russlands, dem Kopenhagener Philharmonischen Orchester, dem Orchestre Royal de Chambre de Wallonie, dem slowakischen Radiosymphonieorchester, Orchestre Philharmonique de Nice, dem Münchener Kammerorchester, und unter Dirigenten wie Terje Mikkelsen, Michail Pletnjow, Wladimir Spiwakow, Simon Gaudenz, Tugan Sochijew, Marek Pijarowski, Paul Goodwin und Gintaras Rinkevičius.
Chochieva wurde zum Miami International Piano Festival, zum Gilmore Keyboard Festival (als „Gilmore Rising Star“ in der Saison 2017–2018), zu den Raritäten der Klaviermusik im Schloss vor Husum/Nordsee, zum Festival „Progetto Martha Argerich“ in Lugano, zum Lucerne Festival und zum Berliner Klavierfestival eingeladen. Sie selber veranstaltete 2018 auf dem Gelände beim Rachmaninow-Museum Iwanowka zusammen mit dem Pianisten Misha Dacic ein neues Klavierfestival.

## Diskografie
- 2012: Rachmaninoff: Chopin Variations and Piano Sonata, Piano Classics[2]
- 2014: Chopin: Études Complete, Piano Classics[3]
- 2015: Rachmaninoff: Etudes-tableaux (complete), Piano Classics[4]
- 2021: (re)creations: Piano transcriptions by Rachmaninoff, Liszt, Friedman, Accentus Music[5]
- 2024: Prokofiev, Rimsky-Korsakov, Tsfasman: Works for Piano & Orchestra (BBC Scottish Symphony Orchestra, Karl-Heinz Steffens), Naïve[6]

## Auszeichnungen
- 1993: 1. Preis des Wettbewerbs für die beste Aufführung eines Konzerts mit einem Orchester (Moskau)
- 1994: 1. Preis des ersten Allrussischen Wettbewerbs, benannt nach M. I. Glinka (Moskau)
- 1995: Grand Prix des Jakow Flier Festivals (Moskau)
- 1996: 1. Preis des Internationalen Klavierwettbewerbs in Neapel (Italien)
- 1996: Preisträger und Gewinner eines Sonderpreises für die beste Aufführung von Skrjabins Werken beim nach ihm benannten Internationalen Festival (Moskau)
- 1999: Goldmedaille des Internationalen Klavierwettbewerbs in Kopenhagen (Dänemark)
- 2005: 2. Preis (erster Preis nicht vergeben) des nach ihm benannten internationalen Wettbewerbs Szymanowski (Łódź)
- 2005: 1. Preis des Internationalen Wettbewerbs „Frechilla-Zuloaga“ in Spanien (Valladolid)
- 2006: 3. Preis beim Tivoli Klavierwettbewerb (Kopenhagen)
- 2006: Sonderpreis der Mozart-Gesellschaft München beim Internationalen Musikwettbewerb der ARD
- 2008: 1. Preis des Internationalen Wettbewerbs für zeitgenössische Kammermusik in Krakau mit dem Messiaen Quartett (Krakau, Polen)
- 2009: 1. Preis des Internationalen Kammermusikwettbewerbs „Cidade de Alcobaca“ mit dem Messiaen Quartett (Portugal)
- 2010: 1. Preis des Internationalen Klavierwettbewerbs „Guido Alberto Fano“ (Camposampiero)
- 2010: Silbermedaille, Auszeichnung für die beste Aufführung von Chopins Werken und Publikumspreis des Internationalen Klavierwettbewerbs Santa Catarina (Brasilien, 2010)

In den Jahren 2019 und 2021 ist sie Mitglied der Jury des Internationalen Klavierwettbewerbs in Aarhus.